# Coenosia demoralis
Coenosia demoralis är en tvåvingeart som beskrevs av Huckett 1965. Coenosia demoralis ingår i släktet Coenosia och familjen husflugor. Arten är reproducerande i Sverige. Inga underarter finns listade i Catalogue of Life.